# Hermann Vögel
Hermann Vögel (ur. 2 lipca 1902 w Mülheim an der Ruhr, zm. 3 grudnia 1944 w Lublinie) – zbrodniarz nazistowski, esesman, członek załogi niemieckiego nazistowskiego obozu koncentracyjnego Lublin/Majdanek.
Skazany na karę śmierci przez polski Specjalny Sąd Karny w Lublinie 2 grudnia 1944 w pierwszym procesie załogi Majdanka za maltretowanie więźniów i jeńców wojennych oraz wymuszanie od obywateli polskich różnego rodzaju świadczeń pod groźbą oddania ich lub ich bliskich w ręce władz okupacyjnych. Wyrok wykonano przez powieszenie następnego dnia.